# Carabus nankotaizanus
Carabus nankotaizanus es una especie de insecto adéfago del género Carabus, familia Carabidae. Fue descrita científicamente por Kano en 1932.
Habita en Taiwán.